# Cytaea armillata
Cytaea armillata är en spindelart som beskrevs av George William Peckham och Elizabeth Maria Gifford Peckham 1907. Cytaea armillata ingår i släktet Cytaea och familjen hoppspindlar. Inga underarter finns listade i Catalogue of Life.